# Blosenbergturm
Der Blosenbergturm ist ein 1937 fertiggestellter Sendeturm des Mittelwellensenders von Schweizer Radio DRS in Beromünster. Der Turm gehörte zum Landessender Beromünster.

## Beschreibung
Der Blosenbergturm ist ein selbststrahlender, gegen Erde isolierter Sendeturm, der in 150 Meter Höhe eine Kabine besitzt. In der Kabine befindet sich eine Spule, über welche die vom Rest des Turms isolierte Turmspitze separat per Obenspeisung mit Hochfrequenzenergie versorgt wurde. Ursprünglich wurde der Blosenbergturm als Dipolantenne verwendet, wobei sich die Elemente für die Einspeisung und Anpassung in der Kabine befanden.
Mit seiner Höhe von 217 Metern war er bis 1978 das höchste freistehende Bauwerk der Schweiz; heute ist er – nach dem Fernsehturm St. Chrischona das dritthöchste (das höchste Bauwerk der Schweiz überhaupt ist die Staumauer Grande Dixence). Der Fuss des Turms liegt auf einer Höhe von 797 m ü. M. . Bis 1995 war der Blosenbergturm komplett rot-weiss gestrichen. Heute sind die unteren 40 Meter grau-grün gestrichen.
Die Flugsicherheitsbefeuerung des Blosenbergturms weist eine Besonderheit auf: während der Dämmerung wird zuerst ein orangefarbener rotierender Scheinwerfer, der sich oberhalb der Kabine befindet, in Betrieb genommen. Mit Einbruch der Nacht wird dieser Scheinwerfer abgeschaltet, und die am Turm angebrachten roten Flugsicherheitslampen werden eingeschaltet. Am Gefahrenfeuer auf der Turmspitze konnte man erkennen, ob der Sender in Betrieb war oder nicht, denn es erlosch während des Sendebetriebs auf Grund der abgestrahlten elektrischen Feldenergie nicht vollständig.
Der Turm wurde 2009 unter Denkmalschutz gestellt. Er wird saniert werden und soll eine Webcam erhalten. Eine Umgestaltung zum Museum ist in Absprache.
1,2 km nordwestlich des Blosenbergturms stand bis 2011 der Reservesendeturm Beromünster.

## Galerie

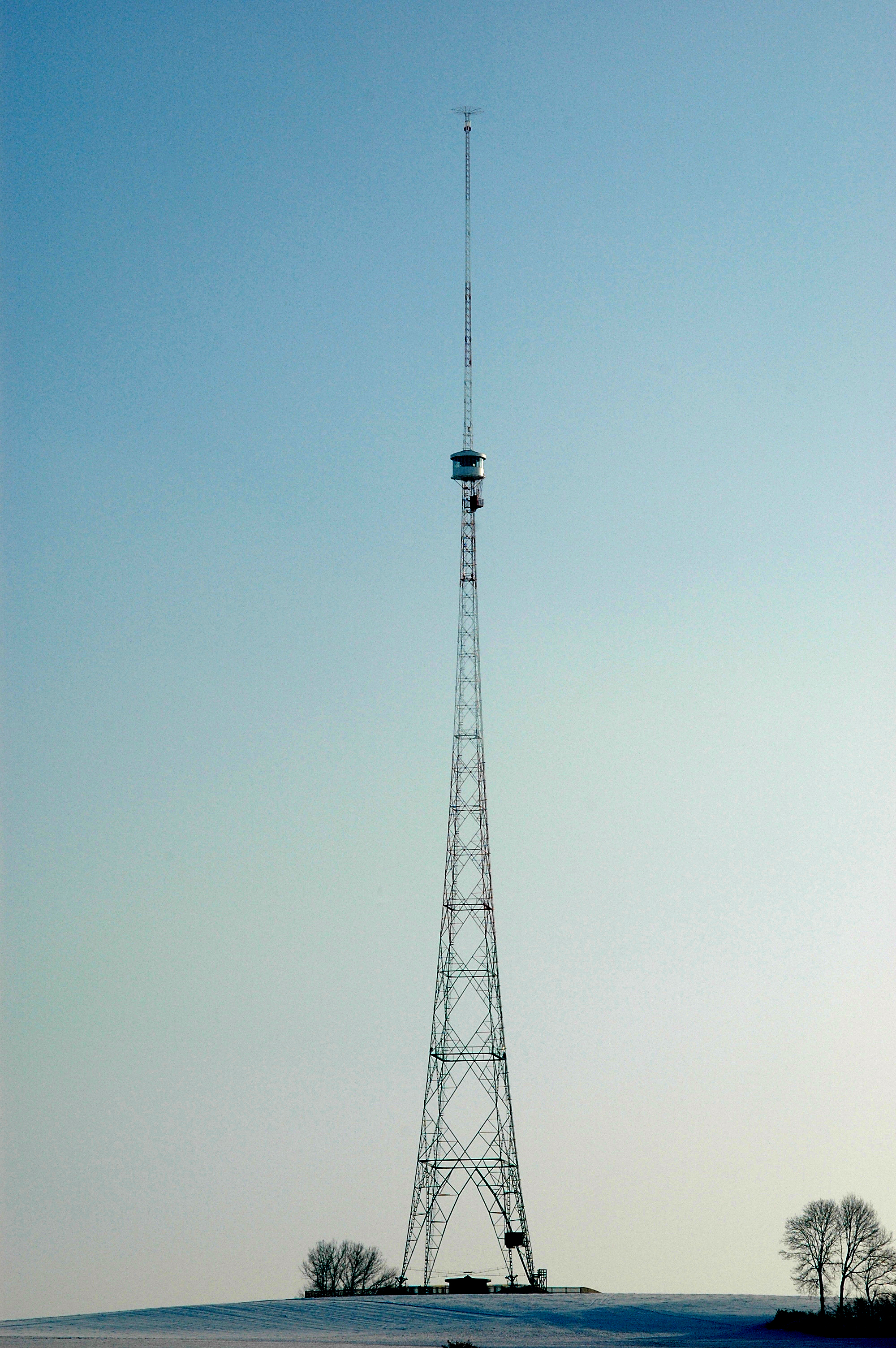
Blosenbergturm im Dezember 2005
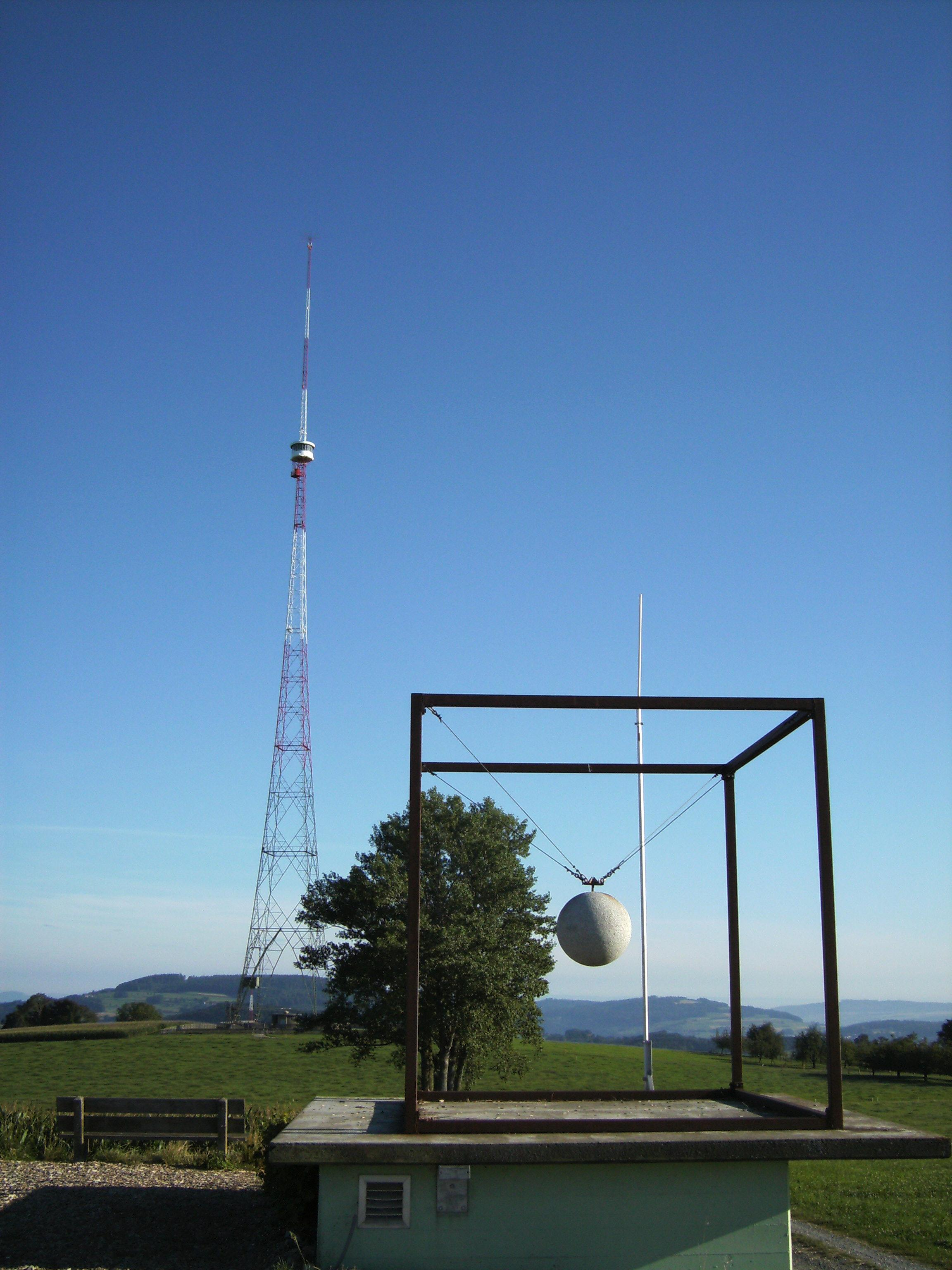
Blosenbergturm mit Kunstwerk
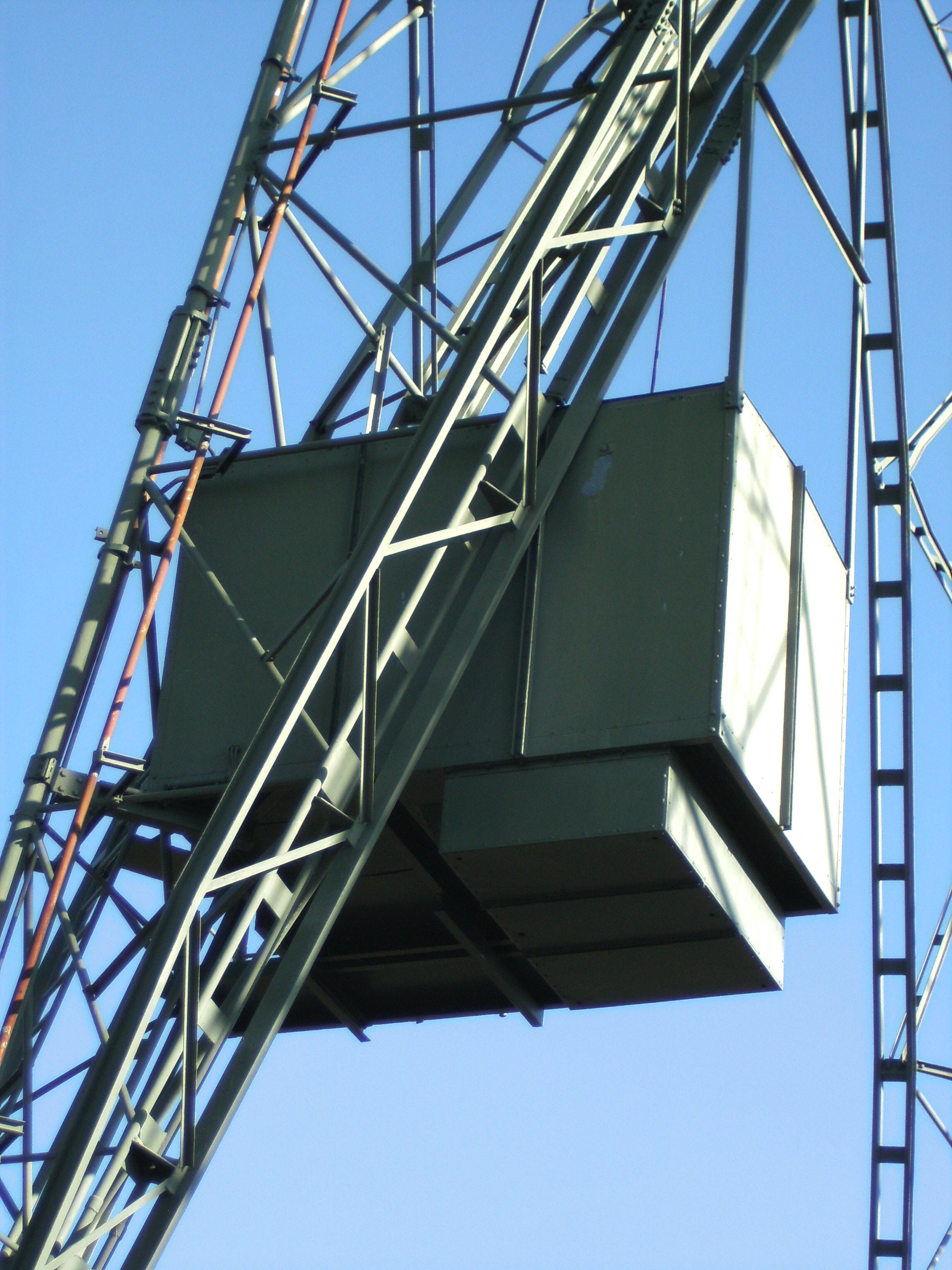
Maschinenraum der Liftseilwinde des Blosenbergturms
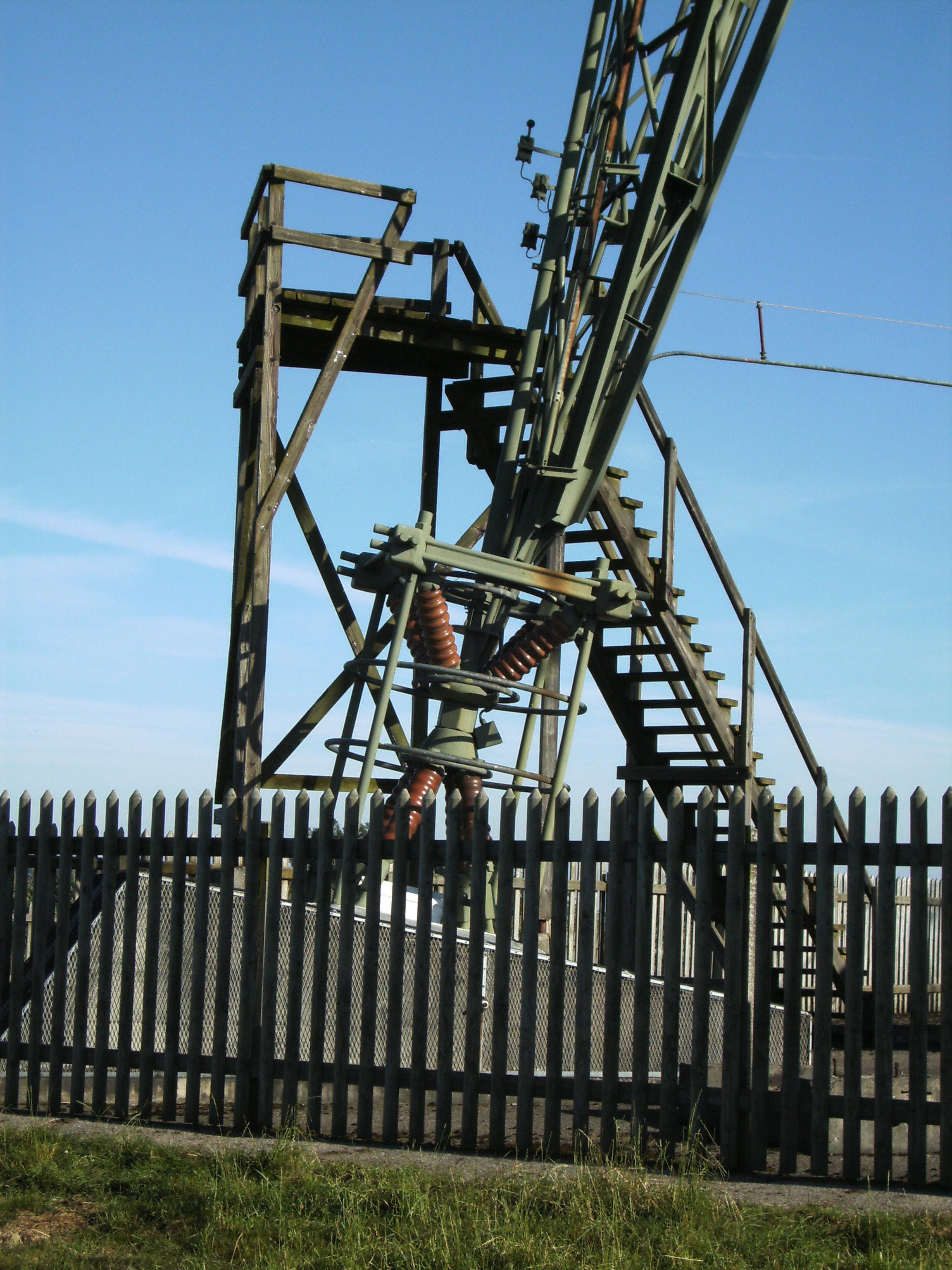
Holztreppe für den Zugang zum Blosenbergturm. Der Turm darf nur in geerdetem Zustand betreten werden
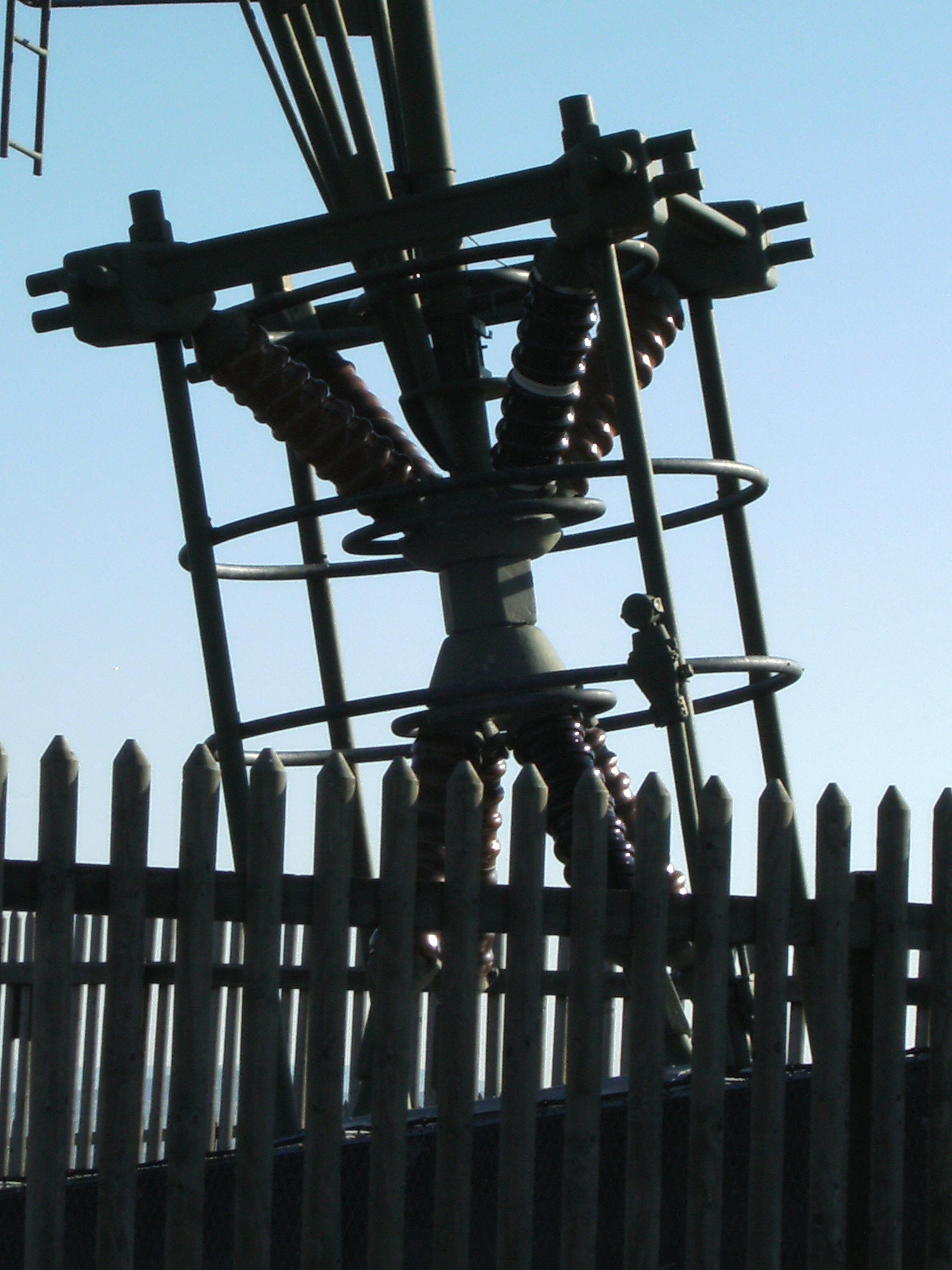
Isolator Blosenbergturm
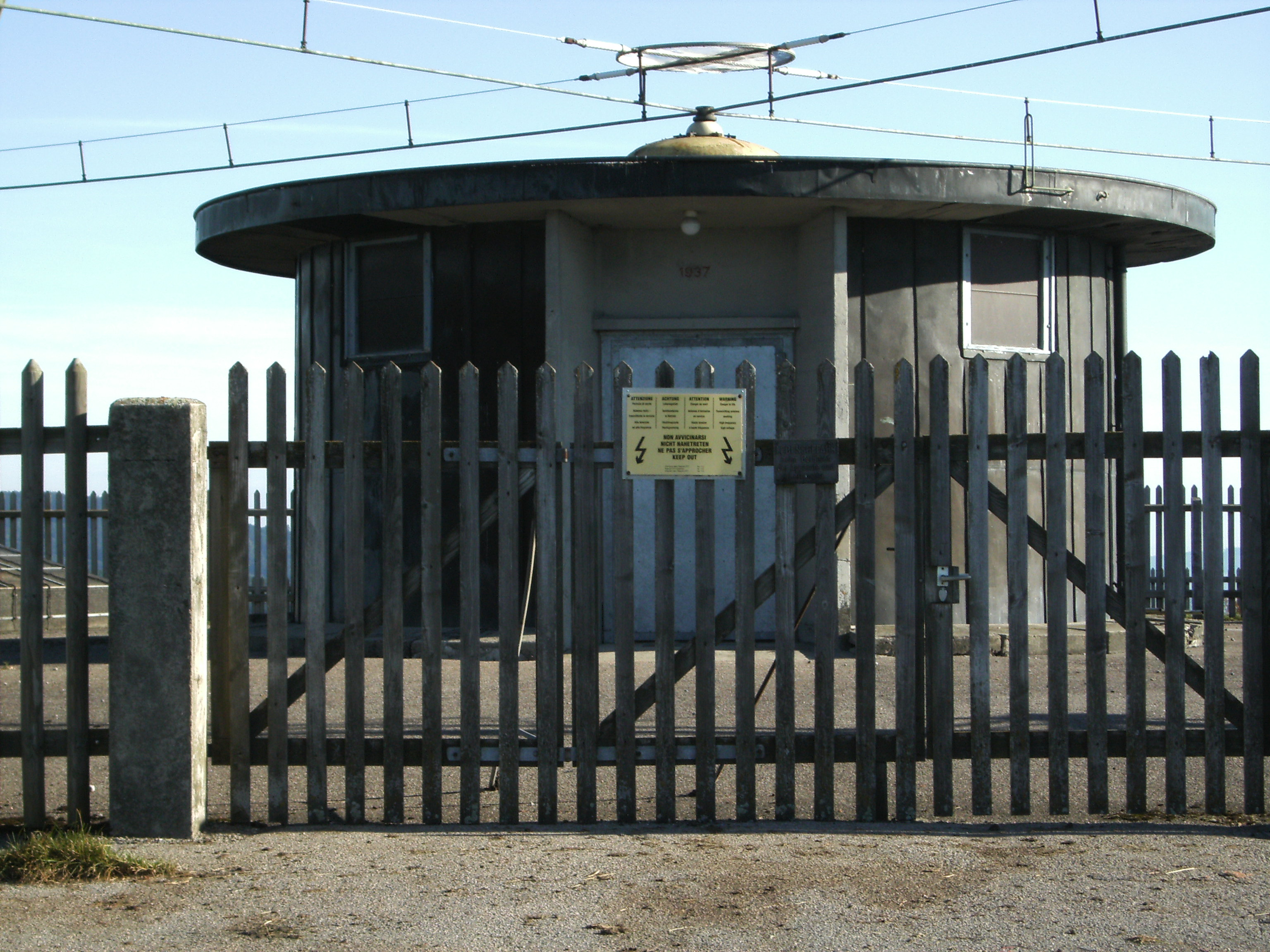
Abstimmhaus Blosenbergturm
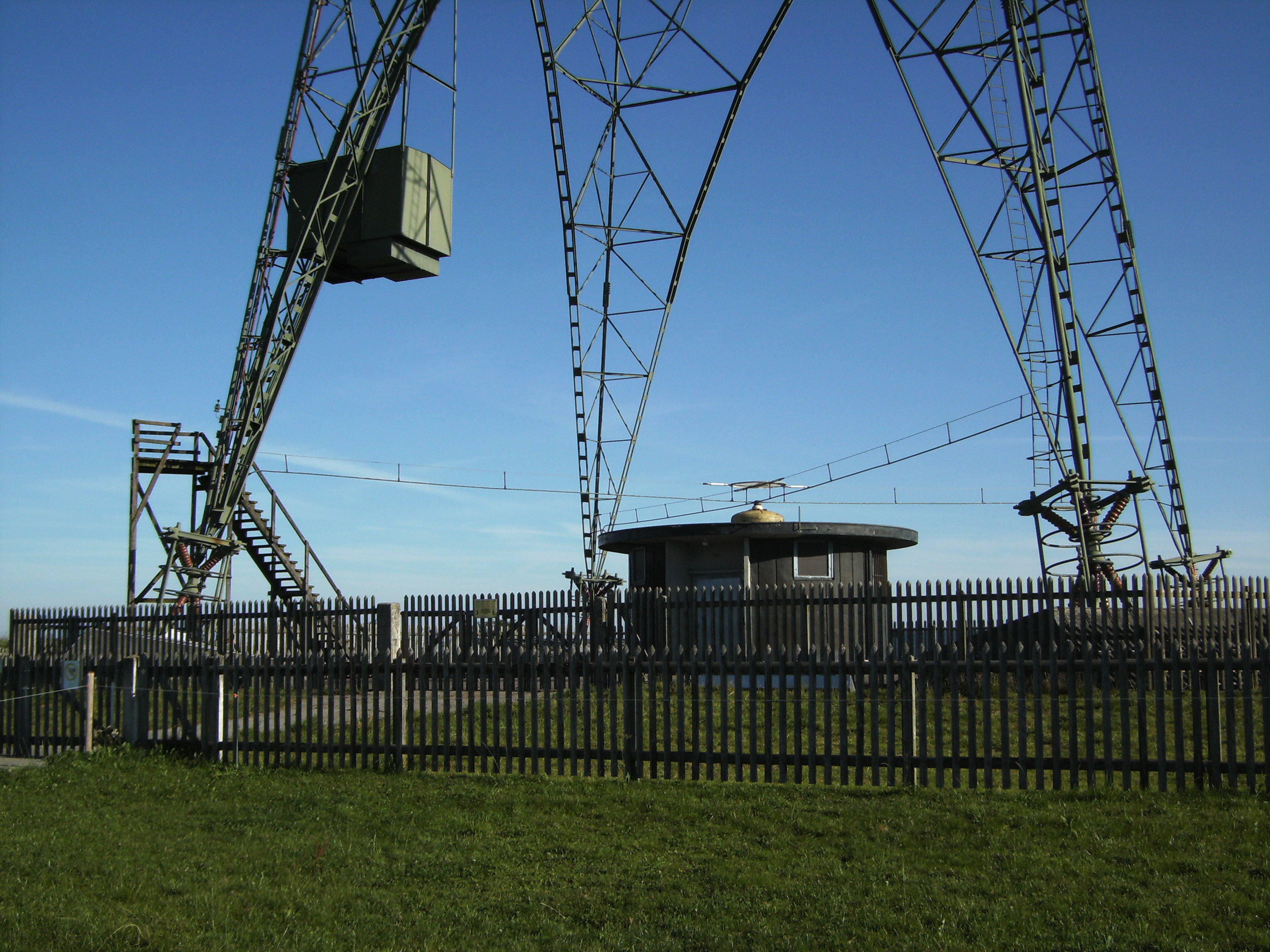
Unterteil des Blosenbergturms
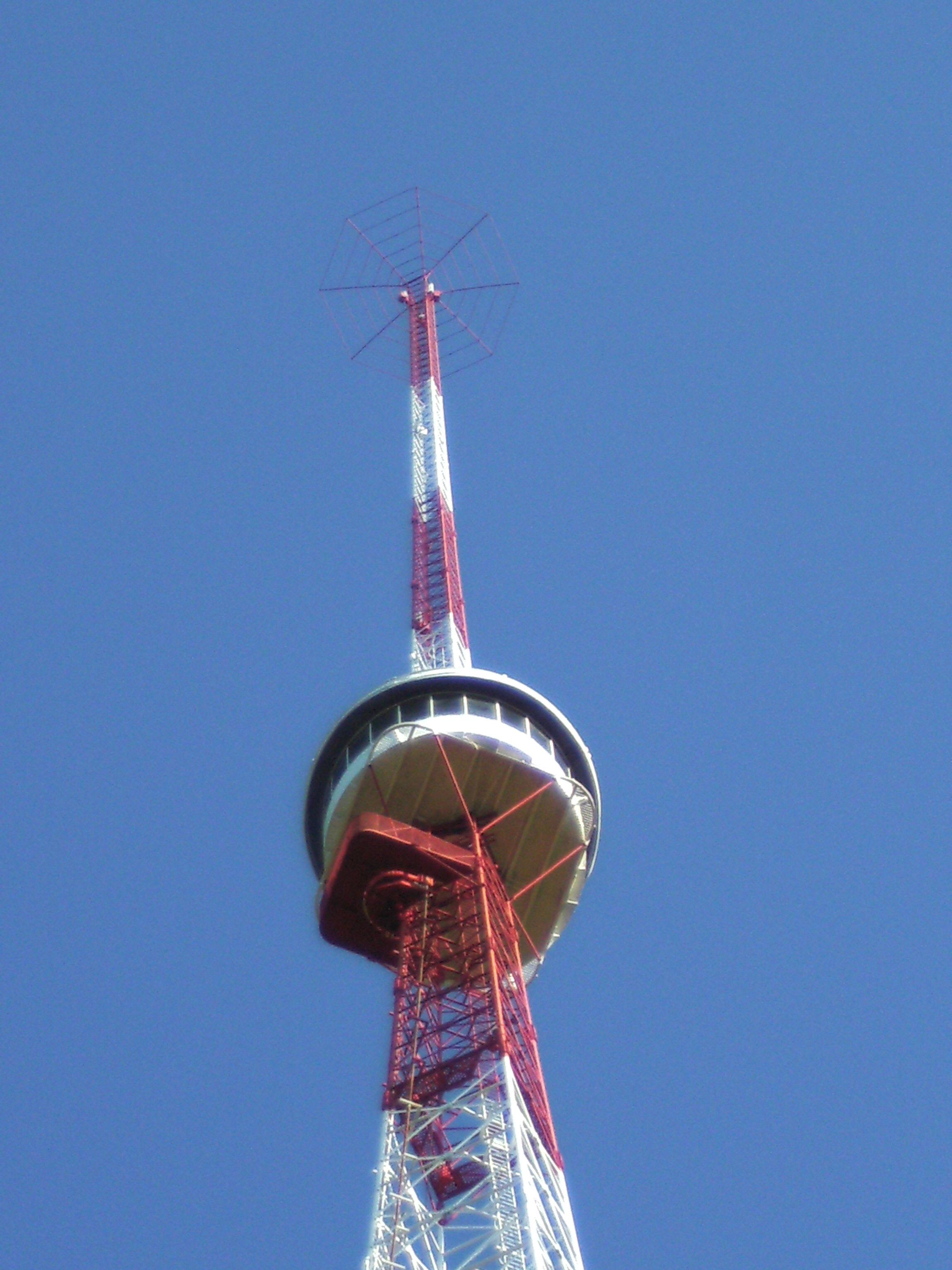
Spitze des Blosenbergturms